# Homalostethus terpsichore
Homalostethus terpsichore är en insektsart som först beskrevs av Carl Stål 1861.  Homalostethus terpsichore ingår i släktet Homalostethus och familjen spottstritar. Inga underarter finns listade i Catalogue of Life.